# Futebol de 5 nos Jogos Paralímpicos de Verão de 2024
As competições de futebol de 5 nos Jogos Paralímpicos de Verão de 2024 foram disputadas entre os dias 1.° e 7 de setembro no Estádio Torre Eiffel, em Paris.
O futebol de 5 é disputado por duas equipes de cinco jogadores cada. Todos os atletas possuem algum tipo de deficiência visual e usam vendas nos olhos para haver igualdade de condições. Apenas os goleiros têm a visão preservada. A bola possui guizos e cada equipe tem um guia que se posiciona atrás da meta adversária para orientar os jogadores. Apenas o torneio masculino é reconhecido pela Federação Internacional dos Desportos para Cegos (IBSA) e desde Atenas 2004 o evento faz parte do programa paralímpico. 
Pela primeira vez desse o início da competição em 2004, o Brasil não conseguiu chegar a sua sexta decisão seguida para defender o título, sendo superado pela Argentina, que protagonizou um duelo inédito contra os donos da casa, os franceses, que acabaram derrotando os sul-americanos nos pênaltis.

## Calendário
| Agosto/Setembro | 28 | 29 | 30 | 31 | 1 | 2 | 3 | 4 | 5 | 6 | 7 |
| --------------- | -- | -- | -- | -- | - | - | - | - | - | - | - |
| Futebol de 5    |    |    |    |    |   |   |   |   |   |   | 1 |

|  | Dia de competição |  | Dia de final |

## Qualificação
| Competição                                          | Data                        | Sede                     | Vagas | Classificados                         |
| --------------------------------------------------- | --------------------------- | ------------------------ | ----- | ------------------------------------- |
| País-sede                                           | —                           | —                        | 1     | FRA França                            |
| Campeonato Europeu de futebol de cinco de 2022      | 8 – 18 de Junho de 2022     | Pescara, Itália          | 1     | TUR Turquia                           |
| Campeonato Africano de futebol de cinco de 2022     | 14 – 26 de Setembro de 2022 | Bouznika, Marrocos       | 1     | MAR Marrocos                          |
| Campeonato Asiático de futebol de cinco de 2022     | 11 – 18 de novembro de 2022 | Cochim, Índia            | 1     | CHN China                             |
| Campeonato Mundial IBSA de futebol de cinco de 2023 | 18 – 27 de agosto de 2023   | Birmingham, Grã-Bretanha | 3     | ARG Argentina BRA Brasil COL Colômbia |
| Ranking Mundial                                     | —                           | —                        | 1     | JPN Japão                             |
| Total                                               | Total                       | Total                    | 8     | —                                     |

## Medalhistas
|  | FRA França |  | ARG Argentina |  | BRA Brasil |
|  | Benoit Chevreau de Montlehu Alessandro Bartolomucci Martin Baron Fabrice Morgado Frédéric Villeroux Mickaël Miguez Hakim Arezki Tidiane Diakité Khalifa Youmé Gaël Rivière |  | Froilán Padilla Jesús Merlos Maximiliano Espinillo Mario Rios Darío Lencina Ángel Deldo Osvaldo Fernandes Matias Olivera German Muleck Nahuel Heredia |  | Luan de Lacerda Maicon Junior Cássio Lopes Jardiel Vieira Soares Jeferson da Conceição Raimundo Nonato Tiago da Silva Ricardo Alves Jonatan da Silva Matheus Bumussa |

## Primeira fase
Todos as partidas seguem o horário de Paris (UTC+2). Em 25 de maio de 2024, foram sorteadas as chaves.
|  | Classificados às semifinais |
|  | Disputa do quinto lugar     |
|  | Disputa do sétimo lugar     |

### Grupo A
| Equipe      | P | J | V | E | D | GP | GC | SG |
| ----------- | - | - | - | - | - | -- | -- | -- |
| BRA Brasil  | 7 | 3 | 2 | 1 | 0 | 6  | 0  | +6 |
| FRA França  | 6 | 3 | 2 | 0 | 1 | 3  | 3  | 0  |
| CHN China   | 4 | 3 | 1 | 1 | 1 | 2  | 1  | +1 |
| TUR Turquia | 0 | 2 | 0 | 0 | 2 | 0  | 5  | –5 |

| 1.° de setembro de 2024 | Brasil                                     | 3 – 0     | Turquia | Estádio Torre Eiffel, Paris                 |
| 18:30                   | Nonato 6' (pen.), 21' (pen.) · Jefinho 20' | Relatório |         | Árbitro: Jose Alfredo Martinez Ibarra (MEX) |

| 1.° de setembro de 2024 | França    | 1 – 0     | China | Estádio Torre Eiffel, Paris           |
| 20:30                   | Youme 19' | Relatório |       | Árbitro: Germinal Dante Lubrano (ARG) |

| 2 de setembro de 2024 | Turquia | 0 – 2     | China              | Estádio Torre Eiffel, Paris           |
| 18:30                 |         | Relatório | Zhu 21' · Tang 24' | Árbitro: Rodolphe-Marc-Pierrick (FRA) |

| 2 de setembro de 2024 | França | 0 – 3     | Brasil                                           | Estádio Torre Eiffel, Paris        |
| 20:30                 |        | Relatório | Ricardinho 13' · Jardiel 14' (pen.) · Nonato 27' | Árbitro: Tom Jozef de Bruyne (BEL) |

| 3 de setembro de 2024 | China | 0 – 0     | Brasil | Estádio Torre Eiffel, Paris           |
| 18:30                 |       | Relatório |        | Árbitro: Germinal Dante Lubrano (ARG) |

| 3 de setembro de 2024 | Turquia | 0 – 2     | França                   | Estádio Torre Eiffel, Paris                 |
| 20:30                 |         | Relatório | Villeroux 5' · Baron 20' | Árbitro: Jose Alfredo Martinez Ibarra (MEX) |

### Grupo B
| Equipe        | P | J | V | E | D | GP | GC | SG |
| ------------- | - | - | - | - | - | -- | -- | -- |
| COL Colômbia  | 7 | 3 | 2 | 1 | 0 | 2  | 0  | +2 |
| ARG Argentina | 5 | 3 | 1 | 2 | 0 | 1  | 0  | +1 |
| MAR Marrocos  | 4 | 3 | 1 | 1 | 1 | 1  | 1  | 0  |
| JPN Japão     | 0 | 3 | 0 | 0 | 3 | 0  | 3  | –3 |

| 1.° de setembro de 2024 | Japão | 0 – 1     | Colômbia    | Estádio Torre Eiffel, Paris        |
| 11:30                   |       | Relatório | Quintero 8' | Árbitro: Tom Jozef de Bruyne (BEL) |

| 1.° de setembro de 2024 | Marrocos | 0 – 0     | Argentina | Estádio Torre Eiffel, Paris      |
| 13:30                   |          | Relatório |           | Árbitro: François Carcouët (FRA) |

| 2 de setembro de 2024 | Argentina | 0 – 0     | Colômbia | Estádio Torre Eiffel, Paris                 |
| 11:30                 |           | Relatório |          | Árbitro: Jose Alfredo Martinez Ibarra (MEX) |

| 2 de setembro de 2024 | Japão | 0 – 1     | Marrocos          | Estádio Torre Eiffel, Paris      |
| 13:30                 |       | Relatório | Sasaki 26' (g.c.) | Árbitro: François Carcouët (FRA) |

| 3 de setembro de 2024 | Colômbia  | 1 – 0     | Marrocos | Estádio Torre Eiffel, Paris      |
| 13:30                 | Pérez 25' | Relatório |          | Árbitro: François Carcouët (FRA) |

| 3 de setembro de 2024 | Argentina     | 1 – 0     | Japão | Estádio Torre Eiffel, Paris        |
| 15:30                 | Fernández 10' | Relatório |       | Árbitro: Tom Jozef de Bruyne (BEL) |

## Fase de consolação

### Disputa pelo 7º lugar
| 5 de setembro de 2024 | Turquia               | 2 – 0     | Japão | Estádio Torre Eiffel, Paris           |
| 10:30                 | Şatay 22' · Aslan 29' | Relatório |       | Árbitro: Ellen Dayane Grosskopf (BRA) |

### Disputa pelo 5º lugar
| 5 de setembro de 2024 | China  | 1 – 0     | Marrocos | Estádio Torre Eiffel, Paris                  |
| 13:00                 | Liu 9' | Relatório |          | Árbitro: Rodolphe-Marc-Pierrick Bonnin (FRA) |

## Fase final
|  | Semifinais | Semifinais | Semifinais |  |  | Final               | Final               | Final               |
|  |            |            |            |  |  |                     |                     |                     |
|  | 1B         | Colômbia   | 0          |  |  |                     |                     |                     |
|  | 2A         | França     | 1          |  |  |                     |                     |                     |
|  |            |            |            |  |  | B1                  | França              | 1(3)                |
|  |            |            |            |  |  | A1                  | Argentina           | 1(2)                |
|  | 1A         | Brasil     | 0(3)       |  |  |                     |                     |                     |
|  | 2B         | Argentina  | 0(4)       |  |  | Disputa pelo bronze | Disputa pelo bronze | Disputa pelo bronze |
|  |            |            |            |  |  | A2                  | Colômbia            | 0                   |
|  |            |            |            |  |  | B2                  | Brasil              | 1                   |

### Semifinais
| 5 de setembro de 2024 | Colômbia | 0 – 1     | França        | Estádio Torre Eiffel, Paris        |
| 17:30                 |          | Relatório | Villeroux 26' | Árbitro: Tom Jozef de Bruyne (BEL) |

| 5 de setembro de 2024 | Brasil | 0 – 0     | Argentina | Estádio Torre Eiffel, Paris      |
| 20:00                 |        | Relatório |           | Árbitro: François Carcouët (FRA) |

|                                                 |       | Penalidades                                      |  |
| Maicon Lopes Nonato da Silva Jardiel Ricardinho | 3 – 4 | Espinillo Rios Heredia Padilla Olivera Fernández |  |

### Disputa pelo bronze
| 7 de setembro de 2024 | Colômbia | 0 – 1     | Brasil      | Estádio Torre Eiffel, Paris      |
| 17:30                 |          | Relatório | Jefinho 24' | Árbitro: François Carcouët (FRA) |

### Final
| 7 de setembro de 2024 | França        | 1 – 1     | Argentina     | Estádio Torre Eiffel, Paris        |
| 20:00                 | Villeroux 12' | Relatório | Espinillo 12' | Árbitro: Tom Jozef de Bruyne (BEL) |

|                        |       | Penalidades            |  |
| Arezki Baron Villeroux | 3 – 2 | Espinillo Rios Heredia |  |

## Classificação final
| Pos.   | País          |
| ------ | ------------- |
| Ouro   | FRA França    |
| Prata  | ARG Argentina |
| Bronze | BRA Brasil    |
| 4      | COL Colômbia  |
| 5      | CHN China     |
| 6      | MAR Marrocos  |
| 7      | TUR Turquia   |
| 8      | JPN Japão     |

| Jogos Paralímpicos de Verão de 2024     |
| --------------------------------------- |
| FRA França Medalha de ouro (1.° título) |